# Acrocercops pentalocha
Acrocercops pentalocha är en fjärilsart som beskrevs av Edward Meyrick 1912. Acrocercops pentalocha ingår i släktet Acrocercops och familjen styltmalar. Inga underarter finns listade i Catalogue of Life.